# إيريتي أوصايمي
إيريتي أوصايمي (بالإنجليزية: Ireti Osayemi)‏، هي مُمثلة نيجيرية.

## وصلات خارجية
- إيريتي أوصايمي على موقع IMDb (الإنجليزية)